# Premio TV - Premio regia televisiva 1994
La trentaquattresima edizione del Premio Regia Televisiva, condotta da Daniele Piombi, si svolse ad Agrigento nel 1994.

## Premi
- Quelli che il calcio (Rai Tre)
- Milano, Italia (Rai Tre)
- Il rosso e il nero (Rai Tre)
- Un giorno in pretura (Rai Tre)
- Tunnel (Rai Tre)
- Magazine Tre (Rai Tre)
- Amico mio (Rai Due)
- Speciale Beppe Grillo (Rai Uno)
- Scherzi a parte (Canale 5)
- Mai dire Gol (Italia 1)

### Miglior personaggio femminile
- Mara Venier

### Miglior personaggio maschile
- Fabio Fazio

## Premi speciali
- Tappeto volante (Telemontecarlo)
- Striscia la notizia (Canale 5)
- Target (Canale 5)
- Virtual city (DSE Rai)

## Premio alla carriera
- Lino Banfi